# Anopheles annulipalpis
Anopheles annulipalpis este o specie de țânțari din genul Anopheles, descrisă de Lynch Arribalzaga în anul 1878. Conform Catalogue of Life specia Anopheles annulipalpis nu are subspecii cunoscute.